# Mariä Himmelfahrt (Humes)

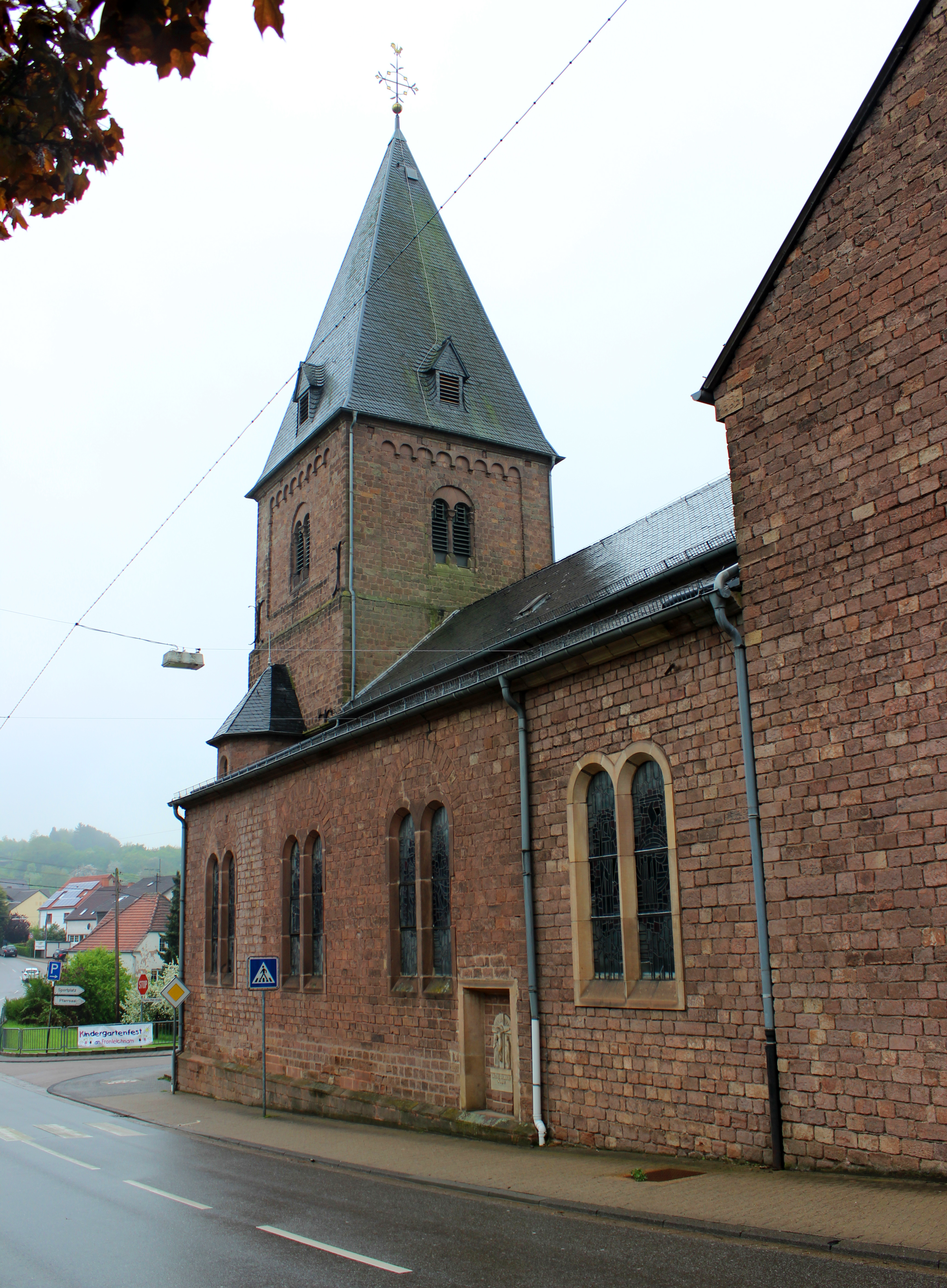
Die Pfarrkirche Mariä Himmelfahrt in Humes

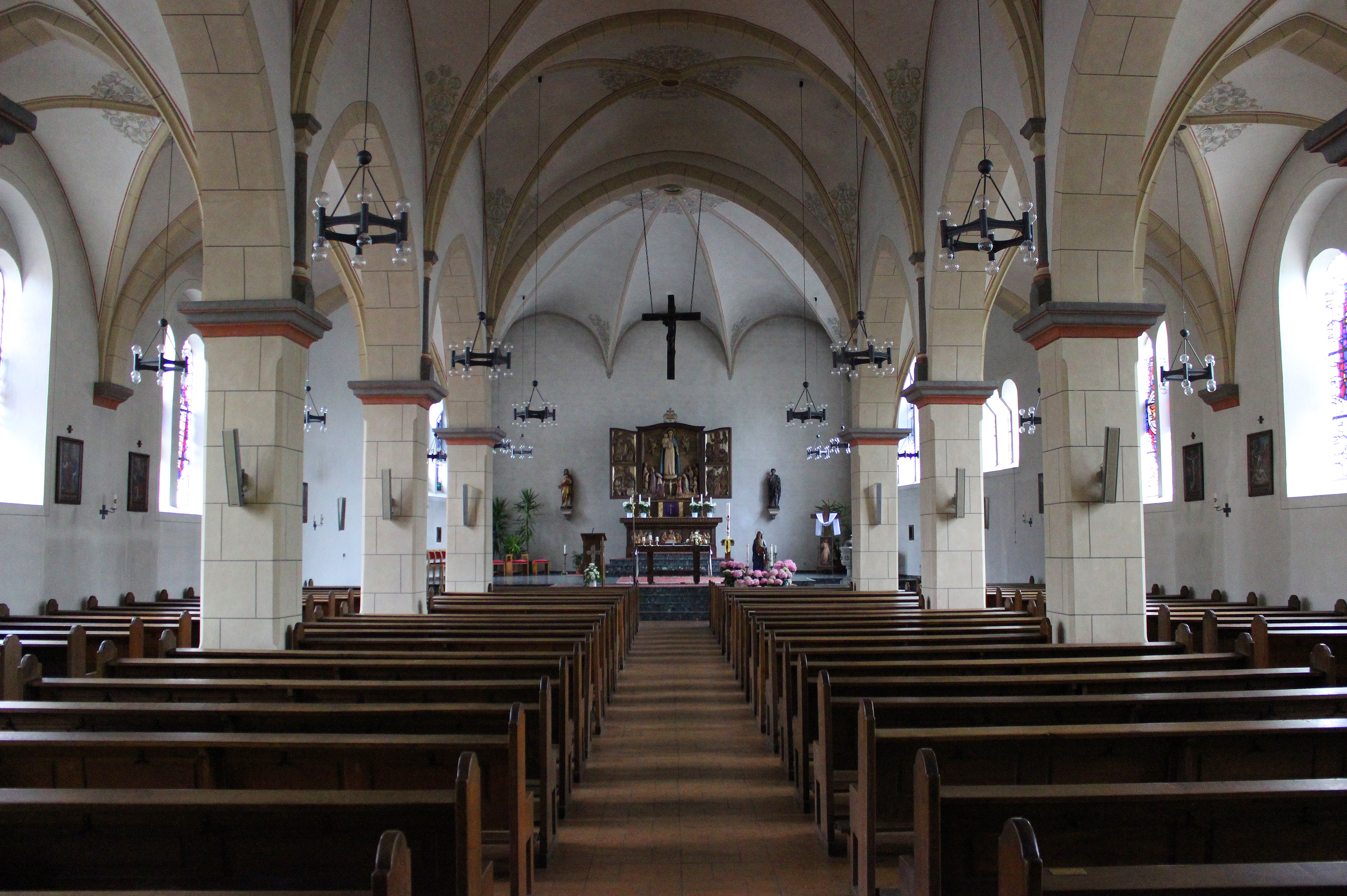
Blick ins Innere der Kirche

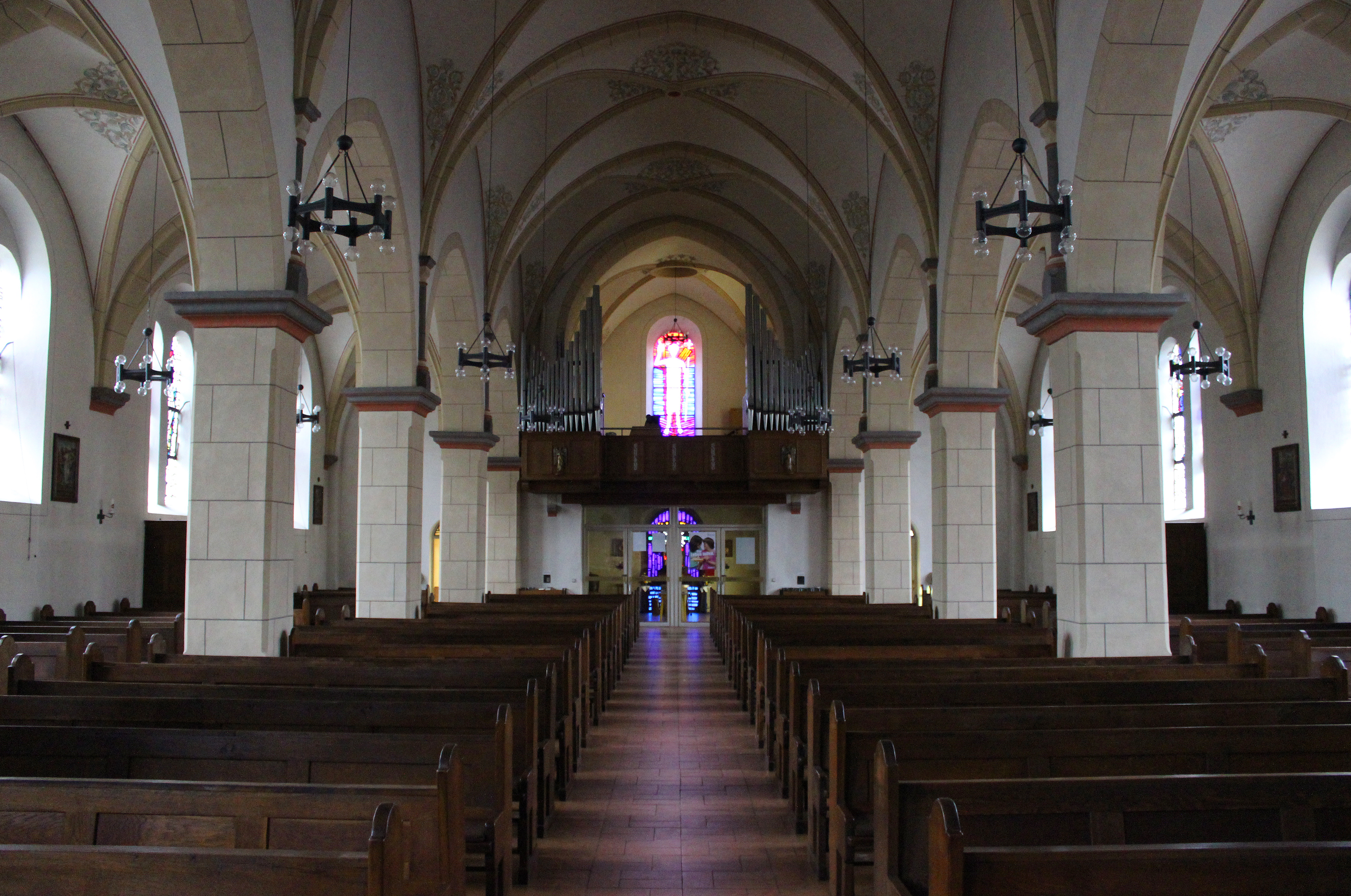
Blick vom Altarraum zur Orgelempore

Die Kirche Mariä Himmelfahrt ist eine römisch-katholische Pfarrkirche in Humes, einem Ortsteil der  saarländischen Gemeinde Eppelborn, Landkreis Neunkirchen. Sie trägt das Patrozinium Mariä Aufnahme in den Himmel.  In der Denkmalliste des Saarlandes ist das Kirchengebäude als Einzeldenkmal aufgeführt.

## Geschichte
An der Stelle der heutigen Kirche befand sich eine 1857–62 erbaute neoromanische Kapelle, die aufgrund des Bevölkerungsanstiegs zu klein geworden war. Im September 1896 erfolgte der Abriss der zwischenzeitlich auch baufällig gewordenen Kapelle. Noch im Jahr des Abrisses des Vorgängerbaus begannen die Bauarbeiten zur Errichtung der heutigen Kirche, für die der Architekt Lambert von Fisenne (Gelsenkirchen) die Pläne entwarf. Als das Gotteshaus kurz vor der Vollendung stand, stürzte am 31. Oktober 1897 der Turm ein. Der Grund hierfür waren nicht ausreichend tragfähige Fundamente. Bei dem Einsturz wurde zudem ein Teil des linken Seitenschiffes mitgerissen. Am 30. Oktober 1898 konnte die Kirche, die als Filialkirche der Pfarrei Wiesbach erbaut wurde, eingesegnet werden. Die Konsekration fand am 13. Juli 1907 statt.
In der Folge eines weiteren starken Anstiegs der Einwohnerzahl wurde die Kirche in den Jahren 1952–53 nach Plänen des Architekten Moritz Gombert (Saarbrücken) erweitert. Entsprechend den Forderungen des Zweiten Vatikanischen Konzils erfolgte 1971–72 eine Umgestaltung des Chorraums. Aufgrund eines Schwelbrandes am 14. März 1989, der das Kircheninnere, und dort besonders den Chorraum erheblich verschmutzte, war 1992 eine Neuausmalung erforderlich geworden.

## Architektur und Ausstattung
Das Kirchengebäude ist ein typischer Vertreter des Historismus und zeigt Elemente verschiedener Baustile. Während der Außenbau weitgehend auf neuromanische Formen zurückgreift, zeigen sich im Inneren der Kirche auch neugotische Elemente. Das Langhaus der vierjochigen Pseudobasilika gliedert sich in ein Mittelschiff und zwei Seitenschiffe. Das Kreuzrippengewölbe, die Gurtbögen und die Bogenstellungen zu den arkadenähnlichen Seitenschiffen werden von mächtigen Pfeilern getragen. Eine aufwändige Rosettenmalerei schmückt das Gratgewölbe des breit gelagerten, konisch zulaufenden Chorraums.
Der Außenbau wird durch den 38 m hohen Turm mit Pyramidendach dominiert, an den ein Treppentürmchen als typisches Merkmal Fisenne’scher Arbeit „angehängt“ ist. Über dem Chorraum wurde bei der Erweiterung der Kirche 1952–53, als Gegenstück zum dominanten Turm, ein Dach mit überhöhtem Querfirst errichtet.
Der 1949 erworbene Flügelaltar im Chorraum, geschaffen von dem Bildhauer Rudolf Höfle (Morbach), stellt die Himmelfahrt Mariens dar. Eine um 1800 geschaffene Monstranz, ein Altarstein, dem Mauerwerk der vom heiligen Martin gegründeten Klosterkirche in Tours entnommen und ein Kruzifix aus dem frühen 19. Jahrhundert sind weitere Sakral- bzw. Ausstattungsgegenstände in der Kirche, die künstlerisch bedeutsam sind.
Hinter der Kirche befindet sich eine mit Steinen vom Neunkircher Eisenwerk errichtete Lourdesgrotte, die am 10. Dezember 1955 eingesegnet wurde.

## Orgel
Bis 1945 besaß die Kirche eine von Johannes Klais (Bonn) im Jahr 1910 als Opus 440 erbaute Orgel, die über 9 Register, verteilt auf zwei Manuale und ein Pedal, verfügte. Die Spiel- und Registertraktur war pneumatisch. Noch im Jahr des Baus in Dienst genommen, wurde das Instrument 1945 aufgegeben.
Die heutige Orgel wurde im Jahr 1965 und im Jahr 1972 von der Firma Christian Gerhardt (Boppard) errichtet. Das Kegelladen-Instrument verfügt über 14 Register, verteilt auf zwei Manuale und Pedal. Die Spiel- und Registertraktur ist elektropneumatisch. Die Disposition lautet wie folgt:
| I Hauptwerk C–f3 |               |       |
| 1.               | Prinzipal     | 8′    |
| 2.               | Oktave        | 4′    |
| 3.               | Rohrflöte     | 4′    |
| 4.               | Mixtur II-III | 1 ⁄3′ |
| 5.               | Trompete      | 8′    |

| II Positiv C–f3 |                  |       |
| 6.              | Lieblich Gedackt | 8′    |
| 7.              | Salizional       | 4′    |
| 8.              | Quintflöte       | 2 ⁄3′ |
| 9.              | Piccolo          | 2′    |
| 10.             | Zimbel II        | 2⁄3′  |

| Pedal C–f1 |             |     |
| 11.        | Subbass     | 16′ |
| 12.        | Oktavbass   | 8′  |
| 13.        | Gedacktbass | 8′  |
| 14.        | Choralbass  | 4′  |

- Koppeln: II/I, I/P, II/P
- Spielhilfen: 1 freie Kombination, Tutti